# رود بولا
رود بولا (انگلیسی: Bula) یک رودخانه در استان چوواشستان کشور روسیه است.